# سعدى سالوم
سعدى سالوم (مواليد 1975) هي سياسية تنزانية وعضوة في الحزب الثور وعضوة معين في البرلمان. هي أيضًا وزيرة مالية سابقة.

## النشأة والتعليم
تلقت تعليمها في مدرسة لومومبا الثانوية، وحصلت على دبلوم في دراسات الأعمال من كلية ستامفورد في ماليزيا. تخرجت من جامعة تنزانيا المفتوحة عام 2009 بدرجة الماجستير في إدارة الأعمال وحصلت أيضًا على ماجستير إدارة الأعمال من جامعة هيريوت وات. اعتبارًا من يناير 2014 كانت تسعى للحصول على درجة الدكتوراه في إدارة الأعمال من الجامعة المفتوحة في تنزانيا.

## الحياة السياسية
تم ترشيحها لعضوية البرلمان من قبل الرئيس كيكويتي في مايو 2012، وتم تعيينها لاحقًا كنائبة لوزير المالية. في يناير 2014 خلفت سالوم ويليام مجيموا في منصب وزير المالية الرابع عشر.